# Gare de Bretoncelles
La gare de Bretoncelles est une gare ferroviaire française de la ligne de Paris-Montparnasse à Brest, située sur le territoire de la commune de Bretoncelles, dans le département de l'Orne, en région Normandie.
C'est une halte voyageurs de la Société nationale des chemins de fer français (SNCF) desservie par les trains régionaux du réseau TER Centre-Val de Loire.

## Situation ferroviaire
Établie à 156 mètres d'altitude, la gare de Bretoncelles est située au point kilométrique (PK) 134,268 de la ligne de Paris-Montparnasse à Brest, entre les gares ouvertes de La Loupe et Condé-sur-Huisne.

## Histoire
Elle est mise en service en mai 1857, lors de l'ouverture à l'exploitation de la section entre la gare de Chartres et la gare de Rennes.

## Service des voyageurs

### Accueil
Halte SNCF, c'est un point d'arrêt non géré (PANG) à accès libre. Elle est équipée de deux voies desservies chacune par un quai. Le changement de quai se fait par un platelage posé entre les voies (passage protégé).

### Dessertes
La gare de Bretoncelles est desservie par des trains régionaux du réseau TER Centre-Val de Loire circulant entre Chartres et Nogent-le-Rotrou. En 2013, la gare est desservie par 8 allers-retours par jour en semaine. Au-delà de Chartres, 3 allers-retours sont prolongés ou amorcés en gare de Paris-Montparnasse. Au-delà de Nogent-le-Rotrou, un aller-retour, appartenant alors à partir de cette gare au réseau TER Pays de la Loire, est prolongé ou amorcé en gare du Mans.
Le temps de trajet est d'environ 1 heure depuis Le Mans, 10 minutes depuis Nogent-le-Rotrou, 40 minutes depuis Chartres et 1 heure 50 minutes depuis Paris-Montparnasse.

### Intermodalité
Un parc pour les vélos y est aménagé. Le stationnement des véhicules est possible à proximité.

## Service des marchandises
La gare de Bretoncelles est ouverte au trafic du fret.